# Morpholeria dudai
Morpholeria dudai är en tvåvingeart som först beskrevs av Leander Czerny 1924.  Morpholeria dudai ingår i släktet Morpholeria och familjen myllflugor. Inga underarter finns listade i Catalogue of Life.